# تنها كلا (دابوي الجنوبي)
تنها کلا (بالفارسية: تنهاکلا) هي قرية تقع في إيران في قسم دابوي الجنوبی الريفي. يقدر عدد سكانها بـ 412 نسمة بحسب إحصاء 2016.